# Монтгомери, Арчибальд, 18-й граф Эглинтон
Арчибальд Джордж Монтгомери, 18-й граф Эглинтон и 6-й граф Уинтон (англ. Archibald George Montgomerie, 18th Earl of Eglinton and 6th Earl of Winton ; 27 августа 1939 — 14 июня 2018) — британский пэр и бизнесмен. С 1945 по 1966 год он носил титул учтивости — лорд Монтгомери.

## Происхождение
Родился 27 августа 1939 года. Единственный сын Арчибальда Уильяма Александра Монтгомери, 17-го графа Эглинтона (1914—1966), и Урсулы Джоан Уотсон (1916—1987).

## Карьера
Лорд Эглинтон получил образование в Итонском колледже и продолжил карьеру в лондонском Сити в качестве члена Лондонской фондовой биржи.
Он работал биржевым маклером в Grieveson Grant, где стал старшим дилером на рынке с фиксированной процентной ставкой, специализируясь на краткосрочных ценных бумагах, и к 24 годам стал партнером фирмы, оставаясь на этом посту с 1957 по 1972 год. Затем он работал в другой фирме, Gerrard and National, в качестве управляющего директора, а также был заместителем председателя к 1980 году. Эта фирма была объединена с Gerrard Vivian Grey, председателем которой он был с 1992 по 1994 год. Затем он стал председателем Edinburgh Investment Trust PLC и был директором других инвестиционных фондов, включая Hong Kong Investment Trust и Dunedin Income Growth Fund.

## Брак и дети
7 февраля 1964 года он женился на Мэрион Каролине Данн-Яркер, дочери Джона Генри Данн-Яркера и Элизабет Эдриенн Пинчинг. У них четверо сыновей:
- Хью Арчибальд Уильям Монтгомери, 19-й граф Эглинтон (род. 24 июля 1966); дважды женат, имеет трех детей
- Достопочтенный Уильям Джон Монтгомери (род. 4 октября 1968); женат на Клэр Маккензи, двое детей
- Достопочтенный Джеймс Дэвид Монтгомери (род. 10 января 1972); женат на Филиппе Уильямс, трое детей
- Достопочтенный Роберт Сетон Монтгомери (род. 21 марта 1975), не женат.

Графиня Эглинтого является покровительницей Королевского Каледонского бала. Семейная резиденция находится в Бэлхоми-Хаусе, недалеко от Каргилла, в Пертшире.

## Масонство
Граф Эглинтон был посвящен в масонство в Материнской ложе Килуиннинга № 0 при Великой Ложе Шотландии. Впоследствии он присоединился к Объединенной Ложе Благоразумия № 83 при Объединенной Великой Ложе Англии и был назначен Старшим Великим Смотрителем в 1971 году и служил помощником Великого Мастера с 1989 по 1995 год.